# Vidlička

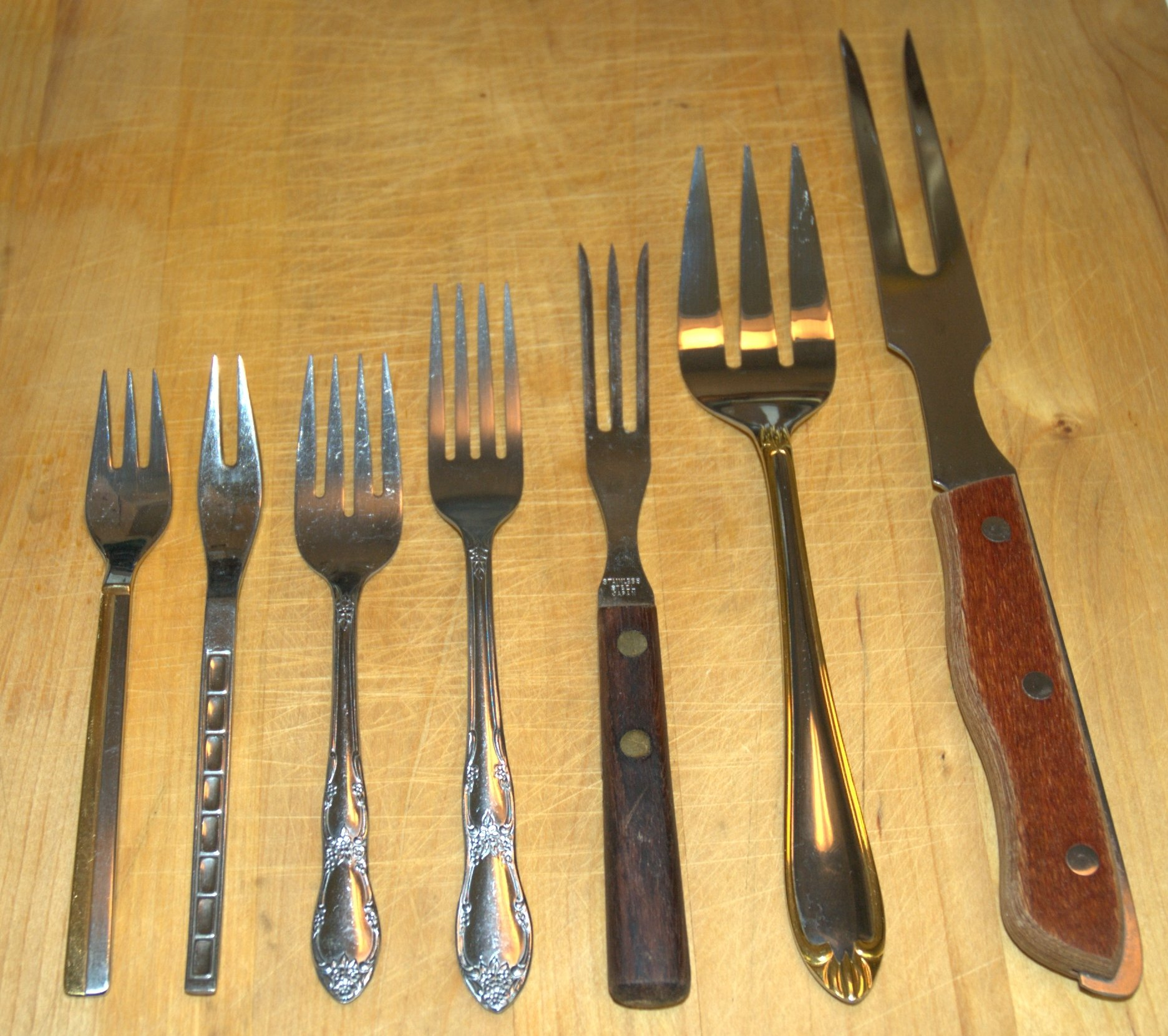
Různé druhy vidliček

Vidlička resp. jídelní vidlička tvoří vedle lžíce a jídelního nože součást jídelního příboru.

## Použití
Vidlička se používá při vaření a při stolování k napichování a přemisťování potravy (do úst). Její použití při jídle zabraňuje přenosu nákazy z rukou na konzumované jídlo.
Používá se při stolování především v západní kultuře; na Východě se používají jídelní hůlky

## Popis
Skládá se z rukojeti, na jejímž konci je několik (tři, většinou čtyři) rovnoběžných mírně prohnutých hrotů.
Tvar celé vidličky, zvláště pak rukojeti může být různý, rukojeť bývá často zdobena nebo vyrobena z jiného materiálu (dřevo, porcelán). Rozmanitý je rovněž materiál: v současnosti nejhojněji nerezová ocel, v minulosti zase často luxusnější stříbro nebo jeho slitiny (alpaka) či (v nejvyšších vrstvách společnosti) dokonce zlato. V minulém století bylo velmi rozšířené používání hliníku. V současnosti je především ve fast foodech rozšířeno i používání jednorázových plastových vidliček.
Vidličky se používají buď samostatně, nebo mohou být součástí jídelního příboru.
Vyskytují se v několika různých tvarech a velikostech:
- jídelní vidlička, někdy též jenom „vidlička“, je větší, slouží k přenášení pevných částí stravy do úst; jednotlivá sousta se buď napichují nebo nahrnují na vidličku
- dezertní vidlička – používá se ke konzumaci dezertů, jeden krajní hrot je zesílen a plochý, aby bylo možno odkrajovat jednotlivá sousta
- servírovací vidlička – větší vidlička, většinou jen se dvěma delšími hroty; používá se k přenášení jednotlivých porcí jídla se servírovacích mis na talíř

Existuje řada dalších speciálních vidliček (např. dlouhé vidličky s krátkými hroty na fondue aj.).

## Historie
První vidličky užívali již staří Řekové, zmínky o výskytu tohoto nářadí je možné nalézt v Bibli v knize Samuel - nešlo o stolní příbor, ale o náčíní určené ke službě ve Chrámu. Podobně i v archeologických nálezech z období starověkého Říma se vyskytují doklady vidliček datované do 2. století n. l.
Dále se objevuje v 9. století na Středním východě, původně pouze se dvěma rovnými zuby. V 11. století se z Byzance dostala do Itálie. Širšího užití jídelní vidlička doznala v Evropě ve 14. století, v 17. století se stala nepostradatelným předmětem při stolování v domácnostech šlechty bohatých měšťanů, do té doby se používaly vidlice především k přenášení či servírování potravy.

## Jiné využití
Slovem vidlice a vidlička bývají často označovány ale mnohé jiné biologické, strojní či elektrotechnické objekty či pracovní nástroje – slovo je (stejně tak jako je tomu u slova nůž) obecným technickým pojmem.